# Cernoy-en-Berry

Cernoy-en-Berry este o comună în departamentul Loiret din centrul Franței. În 1 ianuarie 2022 avea o populație de 427 de locuitori.